# Xoài Julie

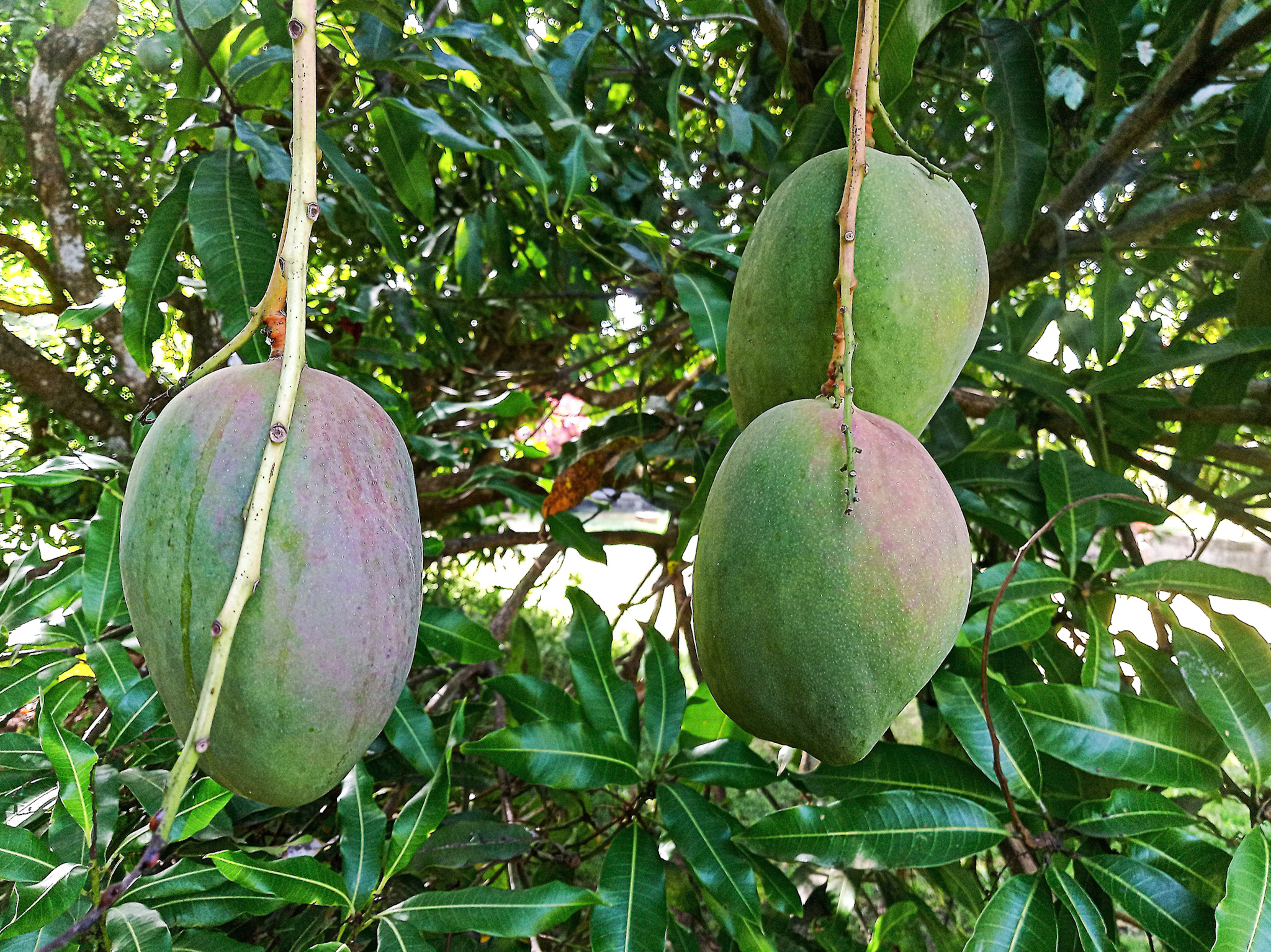
3 Trái xoài và cây xoài Julie.

Xoài 'Julie', còn được gọi là ' Saint Julian', là tên của một giống xoài được trồng phổ biến ở vùng biển Caribbean.

## Lịch sử
Nguồn gốc của Julie là không chắc chắn nhưng các nghiên cứu di truyền gần đây cho thấy nó có thể có nguồn gốc từ các giống cây được giới thiệu đến vùng Caribbean qua Jamaica từ Réunion, mặc dù đặc điểm đơn phôi của nó cho thấy nó có nguồn gốc từ dòng xoài Ấn Độ.
Julie được công nhận về hương vị nổi bật và thói quen tăng trưởng lùn. Nó được giới thiệu đến Hoa Kỳ tại miền nam Florida bởi Lawrence Zill, một người trông vườn và người làm vườn được biết đến với việc sản xuất các giống xoài mới. Một số giống Florida được lai trồng trực tiếp hoặc gián tiếp từ Julie, bao gồm các giống xoài ' Sophie Fry ', ' Gary ' và ' Carrie '. Julie cũng là cha mẹ của ' Graham ', một giống đến từ Trinidad.
Tuy nhiên, giống cây này tỏ ra khó thích nghi với khí hậu ẩm ướt ở Florida và rất dễ bị nấm, khiến nó không phù hợp để trồng thương mại. Tuy nhiên, giống được bán tại các vườn ươm để trồng tại nhà và tiếp tục được lưu thông trong thương mai ở quy mô hạn chế. Nó vẫn là một giống phổ biến ở Tây Ấn, nơi nó thường được gọi là xoài 'Saint Julian'.
Cây xoài Julie là một phần của bộ sưu tập của USDA tại kho tế bào mầm ở Miami, Florida, Đại học Trung tâm Nghiên cứu và Giáo dục nhiệt đới của Florida  ở Homestead, Florida, và  Công viên trái cây và gia vị Miami-Dade, cũng ở Homestead.

## Miêu tả
Quả nhỏ, nặng trung bình ít hơn một pound khi trưởng thành. Màu da là màu xanh lá cây với một số nơi ửng hồng. Trái cây có hình dạng hơi khác thường, là hình trứng với một mặt phẳng đặc biệt. Thịt quả ngon ngọt và không xơ, với màu cam đậm và hương vị rất phong phú. Nó chứa một hạt giống đơn phôi. Ở Florida trái cây chín điển hình từ tháng sáu đến tháng bảy.
Cây nổi tiếng với thói quen tăng trưởng lùn nhỏ. Cây Julie phát triển rất chậm và ở Nam Florida có thể duy trì chiều cao khoảng 10 ft mà không cần cắt tỉa. Mặc dù ở vùng Caribbean, có những cây xoài Julie cao hơn 30 ft.
Cơ quan lập pháp thứ 30 của Quần đảo Virgin thuộc Hoa Kỳ đã thông qua nghị quyết tuyên bố xoài Julie là "Trái cây được lựa chọn của Quần đảo Virgin".